# Claus Ogerman
Claus Ogerman ou  Klaus Ogermann  (Racibórz, 29 de Abril de 1930 — Munique, 8 de Março de 2016) foi um compositor e arranjador alemão. Mais tarde ele adquiriu também a cidadania estado-unidense. É muito conhecido pelo trabalho realizado com Antônio Carlos Jobim.

## Vida e obra
Claus Ogerman nasceu com o nome Klaus Ogermann em Ratibor, Prússia (na época um estado alemão - hoje Racibórz na Polonia). O nome Claus Ogerman ele se deu mais tarde nos Estados Unidos. Ogerman iniciou a sua carreira com o piano. Ele é certamente um dos maiores arranjadores do século XX e tem estado presente nos principais sucessos do Rock, Pop, Jazz, R&B, Soul, Easy listening, Broadway e música clássica. O número exato de artistas que tiveram arranjos feitos por Ogerman durante sua carreira ainda não foi determinado.
Na década de 1950, Ogerman trabalhou na Alemanha como arranjador e pianista com Kurt Edelhagen, Max Greger e Delle Haensch. Um fato interessante a mencionar desse período é que Claus (então Klaus) também participou algumas vezes como vocalista e gravou diversos EPs em 45 rpms sob o pseudônimo de "Tom Collins", fazendo dueto com Hannelore Cremer - e também gravou um vocal solo com o Delle Haensch Jump Combo. Em outubro de 1959 emigrou para os Estados Unidos e se juntou ao produtor musical Creed Taylor da Verve Records. Conhece Quincy Jones, então chefe de A&R da Mercury Records, que o incumbe de vários arranjos, entre eles em 1963 o hit "It's my party", de Lesley Gore. Rapidamente faz um nome como arranjador trabalhando nos vinte anos seguintes com várias estrelas da música pop, desenvolvendo e consolidando o seu estilo próprio, usando elementos da música clássica. Com a chegada da Bossa Nova, encontra Antônio Carlos Jobim, com o qual desenvolve um longo trabalho. Entre 1959 e 1979, trabalha com vários músicos, como arranjador e produtor, entre eles Stan Getz, Astrud Gilberto, João Gilberto, Bill Evans, Wes Montgomery, Cal Tjader, Oscar Peterson, Stanley Turrentine, George Benson, Frank Sinatra, Barbara Streisand, Sammy Davis, Jr.
A Verve foi vendida para a MGM em 1963. Claus Ogerman, admite na publicação Jazzletter de Gene Lees, que arranjou cerca de 60 a 70 álbuns para a Verve sob a direção de Creed Taylor de 1963 a 1967. Em 1967 ele se junta a Creed Taylor na gravadora A&M/CTi.
Em 1979, retira-se do mercado comercial de música, dedicando-se à composição e ao arranjo de peças clássicas. Nesta época criativa, ele rejeita trabalhos de nomes importantes tais como Prince, Ella Fitzgerald, Dee Dee Bridgewater, Wynton Marsalis e Tony Bennett.
Somente em 2001 ele volta ao mercado comercial, trabalhando para a pianista de jazz canadense Diana Krall em seu álbum The Look of Love, e regeu a orquestra em seu DVD "Live in Paris".
Foi nomeado dezesseis vezes para o Grammy, ganhando o troféu por seu arranjo para o tema de George Benson "Soulful Strut".

## Composições clássicas
Ogerman tem se dedicado quase que exclusivamente à composição desde a década de 1970, seus trabalhos incluem uma peça de ballet para o American Ballet Theatre, Some Times, um trabalho para jazz piano e orquestra, Symbiosis, para Bill Evans, um trabalho para saxofone e orquestra, Cityscape, para Michael Brecker, uma canção Tagore-Lieder baseada nos poemas de Rabindranath Tagore que foi gravada por Judith Blegen e a mezzo-soprano Brigitte Fassbaender, um Concerto para violino e orquestra, Lirico e uma Sarabande-Fantasie para violino e orquestra gravado por Aaron Rosand, 10 Canções para Coral A-Capella baseadas nos Poemas de Georg Heym que foi gravado pelo Coral da Rádio de Colônia, uma obra para violino e orquestra Preludio e Chant gravada por Gideon Kremer.
As maiores influências de Ogerman como compositor são Max Reger e Alexander Scriabin. Ele constantemente declara que não está interessado no "modernismo" uma vez que seu objetivo é evocar uma resposta emocional nos ouvintes.

## Trabalho com Antônio Carlos Jobim
Ogerman fez os arranjos e regeu a orquestra em Francis Albert Sinatra & Antonio Carlos Jobim (1967), a primeira de duas gravações que Frank Sinatra fez com Jobim. Ogerman fez também os arranjos e regeu a orquestra em The Composer of Desafinado, Plays de Jobim (1963), A Certain Mr. Jobim (1965), Wave (1967), Jobim (1972), "Matita Perê" (1973), Urubu (1976) e Terra Brasilis (1980), no qual ele também tocou piano. Nos álbuns Jobim e Urubu, Ogerman foi também o produtor.

## Filmografia como compositor
- Weißer Holunder (1957)
- Eine Verrückte Familie (1957)
- Liebe, wie die Frau sie wünscht (1957)
- Ich war ihm hörig (1957)
- Die Unschuld vom Lande (1957)
- Die Prinzessin von St. Wolfgang (1957)
- Seine Hoheit war ein Mädchen (1958)
- Rivalen der Manege (1958)
- Mit Eva fing die Sünde an (1958)
- $100 a Night (1959)
- Ein Sommer, den man nie vergißt (1959)
- The Playgirls and the Bellboy (1962)
- Looking For Love (1964)